# Peristrominous
Peristrominous is een monotypisch geslacht van straalvinnige vissen uit de familie van fluweelvissen (Aploactinidae).

## Soort
- Peristrominous dolosus Whitley, 1952